# Гогон (майордом)
Гогон (Гого; лат. Gogonus, нем. Gogo; умер в 581 году) — вероятный регент Австразии с 575 года.
Один из ближайших советников короля Австразии Сигиберта I, Гогон после его убийства стал наставником, советником и, возможно, регентом королевства (вместе с герцогом Шампани Лупом) при малолетнем короле Хильдеберте II. Гогон был первым из тех, кого средневековые исторические источники наделяют должностью майордома.
Хронист Фредегар сообщает, что Гогон был казнён по приказу Хильдеберта II из-за наветов королевы Брунгильды, однако другие источники о насильственной смерти майордома сведения не подтверждают.

## Биография
Основными нарративными источниками о жизни Гогона являются «История франков» Григория Турского и хроника Фредегара. Сведения о нём можно извлечь из трудов его современника и друга, франкского поэта Венанция Фортуната. Также в составе сборника «Австразийские письма» сохранились четыре послания Гогона.
Происхождение Гогона неизвестно. Григорий Турский практически не упоминает его. По мнению Б. Дюмезиля, причиной подобного является тот факт, что историк считал, что единственно достойными были люди сенаторского класса, поэтому он не любил людей, возвысившихся «из низов». Судя по всему, Гогон происходил из семьи средней значимости. Благодаря хорошему римскому образованию, он в совершенстве владел устным и письменным словом, а также умел налаживать дружеские отношения. Эти таланты позволили ему сделать карьеру на службе у короля; позже его таланты пригодились и королеве Брунгильде.
Развитию карьеры Гогона помог тот факт, что он смог стать клиентом герцогов Хродина и Хаминга. Кроме того, ему удалось подружиться с некоторыми епископами. Значимость Гогону придавал и тот факт, что ему удалось наладить связи с византийским миром и Септиманией. Среди представителей австразийской знати его поддерживал шампанский герцог Луп, с которым он, возможно, породнился. Но хватало у Гогона и соперников. Одним из них, вероятно, был епископ Реймса Эгидий, возглавлявший одну из придворных группировок, желавшей союза с королём Нейстрии.
С 565 года Гогон стал одним из ближайших советников короля Австразии Сигиберта I. Венанций Фортунат описывал его как человека влиятельного и великодушного, наделённого полным доверием монарха и высоко ценимого при дворе. Гогон возглавлял посольство в Вестготское королевство, которое в 565 году заключило с королём Атанагильдом соглашение о браке Сигиберта с Брунгильдой. Смерть вскоре после 566 года другого советника, Кондата, позволила Гогону получить и его основные полномочия, что сделало его высокопоставленным чиновником при австразийском дворе.
После того как Сигиберт I в 575 году был убит по приказу жены короля Нейстрии Хильперика I Фредегонды, Гогон стал наставником и советником малолетнего короля Австразии Хильдеберта II, наследника покойного короля. Возможно, что его полномочия в это время распространялись не только на воспитание юного монарха, но и на управление всем королевством.
В современных Гогону документах он ни разу не упоминается в качестве майордома. В них он представлен только как наставник или воспитатель (лат. nutricius) короля Хильдеберта II. Первым, кто сообщал, что Гогон занимал и пост майордома, был историк первой половины VII века Фредегар. Возможно, свидетельство Фредегара является перенесением названия позднейшей должности в события более раннего времени. Желая показать, что Гогон занимал выдающееся положение при дворе, хронист мог использовать лексикон своего времени. Однако первые достоверные сведения о существовании должности майордома франкских королевств относятся только к периоду около 600 года.
Во внешней политике Гогон ориентировался на союз с правителем Бургундии Гунтрамном, дядей своего воспитанника. Возможно, причиной этого было то, что Гунтрамн на тот момент являлся старейшим из живших представителей династии Меровингов. В 577 году состоялась личная встреча Гунтрамна и Хильдеберта II. На ней, вероятно, присутствовал и Гогон. Здесь Гунтрамн клятвенно обещал племяннику, что после его смерти тот получит Бургундское королевство. В качестве дара за труды Гогону королём Бургундии была отдана половина доходов от города Марсель.
В составе «Австразийских писем» сохранились четыре послания, написанные Гогоном. В первом из них, датированном 567 или 568 годом, Гогон просил епископа Меца Петра оказать ему содействие в управлении новоприобретённым поместьем вблизи города. Адресатом второго письма был епископ Туля Тразерик, в котором он благодарил епископа за высокую оценку своей деятельности и расточал тому похвалы и давал советы по стихосложению; также в письме упоминается, что Гогон обучал Тразерика риторике и сетовал, что он сам не получил от своего учителя в риторике Додерена настолько хорошего образования, какое мог бы ему дать его другой наставник, патриций Парфений. Третье послание было направлено между 575 и 581 годами герцогу Хамингу. В нём Гогон проявлял себя как высокообразованный человек: он сожалел о том, что не располагает некоторыми из лучших трудов античного поэта Вергилия. В этом же послании сохранилось упоминание, что Гогон сам был автором нескольких стихов, не сохранившихся до нашего времени. Так же и Венанций Фортунат писал о красноречии Гогона, сравнивая его с Орфеем и Цицероном. Последнее из писем, подписанных Гогоном, было адресовано герцогу Фриуля Гразульфу I. Традиционно оно датируется 578—581 годами. В этом послании, написанном от имени короля Австразии, герцогу предлагалось вступить в союз с франками, папой римским и Византией и присоединиться к планировавшейся союзниками войне против лангобардов Северной Италии. Дюмизель отмечает, что по сохранившимся письмам Гогона можно сделать вывод, что он был хитроумным человеком, который умел делать тонкие тамёки, облекая их в форму шутки.
Гогон скончался в 581 году. По свидетельству Фредегара, он был казнён по приказу Хильдеберта II из-за наветов Брунгильды. Однако другие исторические источники этого времени ничего об этом не сообщают. Вероятно, в данном случае сообщение Фредегара следует считать ошибочным. Дюмезиль отмечает, что в найденном тексте эпитафии Гогону нет никаких намёков на убийство; она скорее указывает на официальные похороны человека, который пользовался огромным уважением при дворе.
После смерти Гогона его должность советника короля Хильдеберта II получил Ванделен. Как и Гогон, он назван в хронике Фредегара майордомом.
Дюмизиль указывает, что смерть Гогона стала для Австразии таким ударом, что Григорий Турский с этого события начал новую книгу своего труда. И в 581 году в Австразии начались переросшие в междоусобную войну неурядицы, которых удавалось избегать во время правления Гогона.